# Aa figueroi
Aa figueroi, jedn od dviju vrsta kaćunovki iz roda Aa koje su otkrivene 2014. godine. Aa figueroi raste u Kolumbiji na visinama od 2600 do 4150 metara na planinama Sierra Nevada de Santa Marta, u departmanima Cundinamarca i Magdalena.
|  | Zajednički poslužitelj ima još gradiva o temi Aa figueroi |
|  | Wikivrste imaju podatke o taksonu Aa figueroi             |